# Mreană
Mreana (Barbus barbus) este un pește dulcicol, bentonic, din familia ciprinidelor, care se întâlnește în râurile de deal și șes ale Europei.

## Habitat
Este un pește de apă curgătoare (râurile de deal și șes), ducând o viață mai mult bentonică (sub pietre, în scobiturile malului), preferând funduri tari pietroase sau nisipoase.

## Distribuția geografică
Mreana se întâlnește în râurile Europei: la nord de Pirinei și Alpi, de la Adour (Franța) spre est până la Neman (Lituania, Rusia), în râurile care se varsă în Oceanul Atlantic, Marea Nordului, sudul Mării Baltice, nordul Mării Negre (de la Dunăre, Nistru, până la Nipru), în sud-estul Angliei la nord de Yorkshire și aproape în toate râurile din Franța care se varsă în Marea Mediterană.
În România, trăiește în toate râurile de deal și șes (Prut, Siret, Jiu, Olt, Argeș, Tisa, Mureș, Cerna, etc.); în Dunărea propriu zisă este mai rară. Se urcă până în regiunea muntoasă (afluenții Bistriței: Tarcău, Bicaz).
În Republica Moldova se întâlnește în Prut, sectorul de mijloc al Nistrului, mai rar în cel de jos, rar în lacul Dubăsari, brațul Turunciuc, gurile afluenților și în limanul Nistrului.

## Descriere
Are o lungime de 30–120 cm (de obicei, măsoară 30–50 cm) și 4 kg greutate, excepțional 12 kg. Poate trăi 20 de ani.
Are corpul alungit, aproximativ cilindric și acoperit cu solzi mărunți. Capul este de mărime mijlocie și alungit. Gura este dispusă subterminal (inferior), cu buze cărnoase și prevăzută cu 4 mustăți: cele anterioare (pe buza superioară), scurte, iar cele posterioare (de la colțurile gurii), mai lungi. Dinții faringieni dispuși pe 3 rânduri. Linia laterală este completă.
Înotătoarea dorsală începe foarte puțin înaintea înotătoarei ventrale; este destul de înaltă și excavată; ultima ei radie neramificată spinoasă este puternic îngroșată, cu zimți numeroși pe marginea posterioară. Înotătoarea anală nu ajunge până la baza înotătoarei caudale. Înotătoarea caudală este adânc excavată; lobul ei inferior, puțin mai scurt ca cel posterior.

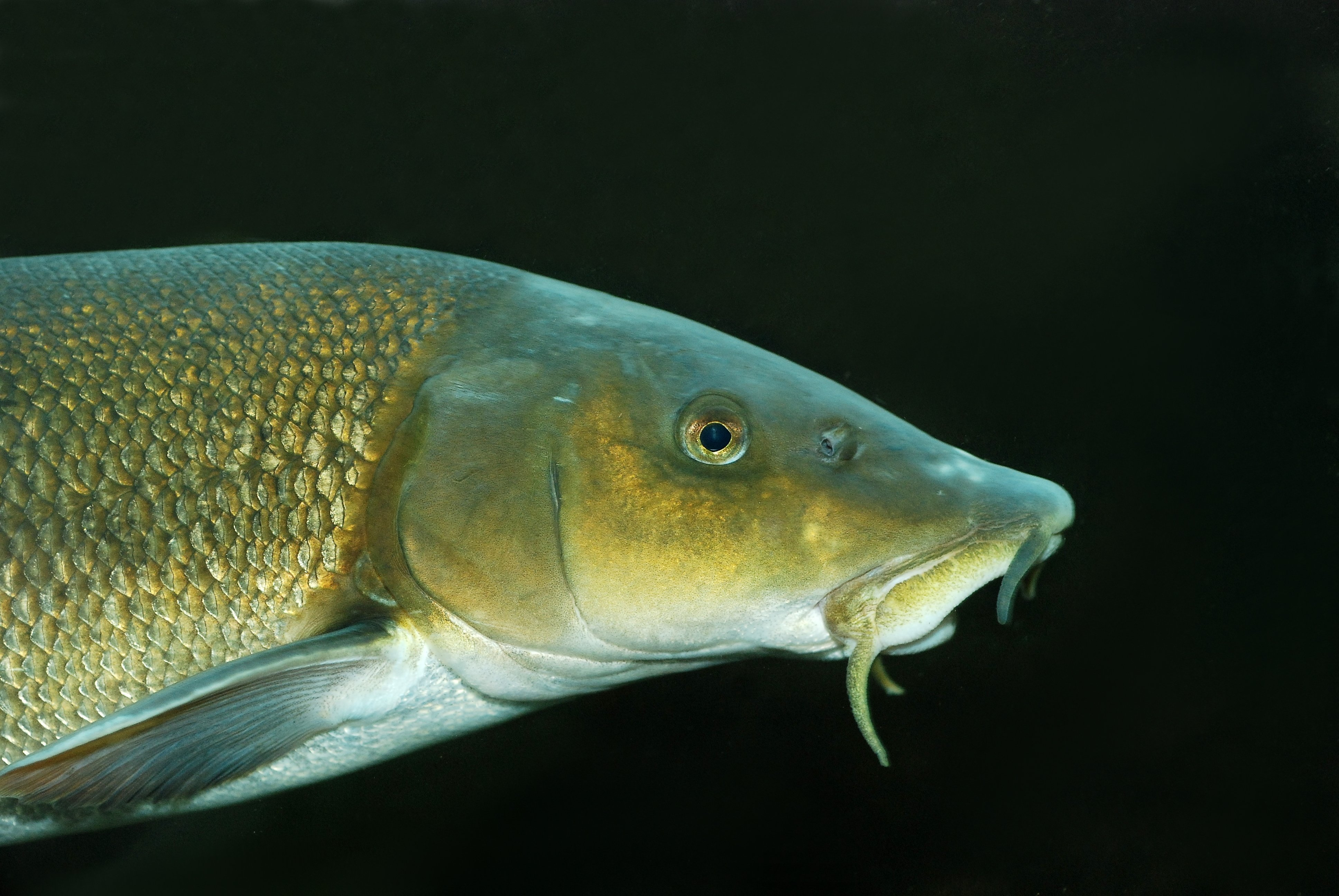

## Colorația
Corpul fără pete sau este acoperit cu pete mici, închise; spatele este verde-măsliniu, flancurile sunt mai deschise, mai gălbui sau ușor aurii, iar abdomenul alb-gălbui. Înotătoarea caudală și dorsală au marginile închise, celelalte înotătoare au marginile roșcate; pe membrana dintre radiile înotătoarelor sunt mici puncte sau pete negre. Mustățile sunt gălbui, cu o axă roșie.

## Dimorfismul sexual
Dimorfismul sexual este destul de pronunțat: la masculii adulți, apar pe cap niște tuberculi granuloși, numiți "podoabele dragostei", iar pe partea superioară a corpului, linii scurte, paralele, albicioase. Înotătoarea anală, la mascul, este mai puțin înaltă ca la femelă.

## Hrana
Hrana și-o procură de pe fund și constă în primul rând din nevertebrate: insecte și larvele lor, viermi, moluște și crustacee, și într-o măsură mai mică detritus organic, vegetație acvatică, icre și puiet de pește. Peștii adulți de dimensiuni mai mari sunt piscivori, hrănindu-se cu pești mici bentonici: guvizi, cobitide.

## Comportament
Este un pește mai mult nocturn și solitar. Iarna se adăpostește în grupuri sub pietre și sub maluri și stă aproape amorțită, putându-se prinde chiar cu mâna.

## Reproducerea
Maturitatea sexuală e atinsă în anul 3-5. Depune icrele pe pietre, în aprilie-mai, când se adună în grupe mai mari și urcă în susul râului, până aproape de zona păstrăvului. Reproducerea are loc în ape adânci și repezi, cu un fund pietros sau nisipos. Aci, o femelă depune câte 3.000-10.000 icre, mari cât sămânța de mei, lipindu-le de pietre. În această călătorie, peștii nu se hrănesc.

## Importanța economică
Are valoare economică limitată. Carnea are multe oase și este gustoasă. Icrele proaspete de mreană, mai ales în preajma reproducerii lor, sunt toxice; consumate, produc diaree, vărsături și dureri de cap, care țin mai multe zile. Nici carnea nu-i de soi în timpul reproducerii. Se pescuiește cu poclăul, mreja, sacul și năvodul mic sau la undiță la plumb, mai ales când apa este tulbure.